# Новий Бугалиш
Но́вий Бугали́ш (рос. Новый Бугалыш) — присілок у складі Красноуфімського міського округу (Натальїнськ) Свердловської області.
Населення — 337 осіб (2010, 410 у 2002).
Національний склад станом на 2002 рік: татари — 95 %.